# 和田一次

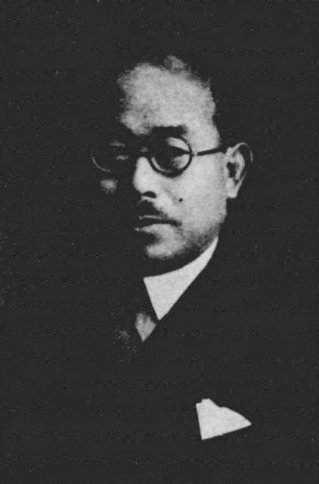
和田一次

和田 一次（わだ かずつぐ、1884年（明治17年）5月27日 - 1949年（昭和24年）3月19日）は、宮崎市長。判事。

## 経歴
宮崎県宮崎郡清武町（現在の宮崎市）に吉田格太郎の二男として生まれ、和田重明の養子となった。1911年（明治44年）に東京帝国大学法科大学法律科を卒業し、司法官試補となった。1913年（大正2年）、判事となり、水戸区裁判所判事、水戸地方裁判所判事、東京地方裁判所判事を歴任した。
1917年（大正6年）、台湾総督府法院判官となり、台北地方法院判官、覆審法院判官、高等法院覆審部判官を歴任した。1920年（大正9年）、台湾総督府事務官に転じ、法務部民刑課長・監獄課長、法務部長、総督官房文書課長・調査課長、台湾総督秘書官を務めた。
1929年（昭和4年）、再び判事となり、広島控訴院部長、函館地方裁判所長、札幌地方裁判所長、長野地方裁判所長、福岡地方裁判所長、神戸地方裁判所長、大審院部長を歴任した。
退官後の1945年（昭和20年）、宮崎市長に就任したが、間もなく退任。その後、公職追放となった。追放中の1949年（昭和24年）に死去した。